# (22153) Kathbarnhart
(22153) Kathbarnhart est un astéroïde de la ceinture principale d'astéroïdes.

## Description
(22153) Kathbarnhart est un astéroïde de la ceinture principale d'astéroïdes. Il fut découvert le 21 novembre 2000 à Socorro (Nouveau-Mexique) par le projet LINEAR. Il présente une orbite caractérisée par un demi-grand axe de 2,53 UA, une excentricité de 0,11 et une inclinaison de 1,6° par rapport à l'écliptique.

## Compléments